# Frösö läger
Frösö läger var en militär mötesplats och lägerplats på den västra delen av Frösön för Jämtlands fältjägarregemente 1682–1910, samt för Jämtlands hästjägarkår 1685–1893.
Frösö läger övertogs 1926 av flygvapnet. Vid 1925 års försvarsbeslut beslöts att vad som tidigare varit arméns respektive marinens flygväsenden skulle slås samman till en ny försvarsgren, Flygvapnet. Flygvapnet organiserades i fyra flygkårer och en flygskola, och den fjärde flygkåren placerades på Frösön 1926. (Från 1936 Kungliga Jämtlands flygflottilj, F 4.)
Jämtlands flygflottilj (F 4), som hade sitt ursprung i fjärde flygkåren, sattes upp den 1 juli 1926 på Jämtlands regementes före detta lägerplats på Frösön – "Frösö läger" – vilket varit förlagt på platsen från 1682 till 1910, då man flyttade till det nybyggda kasernområdet på  Fältjägargränd i Östersund. Därmed var också F 4 samtida med Flygvapnet och efter försvarsbeslutet 1996 även Flygvapnets och Sveriges äldsta flygflottilj. Den 30 juni 2005 upphörde den militära flygverksamheten vid Frösö läger efter 79 år och den 30 juni 2006 halades den tretungade flottiljflaggan för sista gången.
Vid Statistiska centralbyråns folkräkning den 1 november 1960 utgjorde Frösö läger en "viss ort, som i fråga om bebyggelse uppfyller betingelserna för att räknas som tätort men där invånarantalet befunnits uppgå till 150 men understiga 200" och hade 185 invånare. Orten låg i Frösö köping.